# Симметричная моноидальная категория
В теории категорий симметричная моноидальная категория — это моноидальная категория, в которой операция тензорного произведения «настолько коммутативна, насколько это возможно». В симметричной моноидальной категории для любых объектов выбран изоморфизм {\displaystyle \gamma _{A,B}:A\otimes B\rightarrow B\otimes A}, причём все эти изоморфизмы вместе образуют естественное семейство.

## Формальное определение
Симметричная моноидальная категория — это моноидальная категория, в которой для любых двух объектов выбран изоморфизм {\displaystyle \gamma _{A,B}:A\otimes B\rightarrow B\otimes A}, причём {\displaystyle \gamma _{B,A}\circ \gamma _{A,B}=Id}, а также коммутирует следующая шестиугольная диаграмма:

## Примеры
- Любая декартово замкнутая категория является симметричной замкнутой моноидальной. Это даёт такие примеры, как Set и Cat (категория множеств и категория малых категорий).
- Векторные пространства над фиксированным полем k с тензорным произведением образуют моноидальную категорию. Отображение {\displaystyle V\otimes W\to W\otimes V}, определенное на разложимых элементах вида {\displaystyle v\otimes w} и продолженное по линейности, очевидным образом задаёт на ней структуру симметричной моноидальной категории.

## Моноидальные категории с заузливанием
Моноидальная категория с заузливанием — это обобщение симметричной моноидальной категории; для неё уже не требуется, что {\displaystyle \gamma _{B,A}\circ \gamma _{A,B}={\text{Id}}}. Однако вместо коммутативности одной шестиугольной диаграммы приходится требовать коммутативность двух:
|  |  |  |

В симметричном случае обе эти диаграммы также коммутируют, но коммутативность одной из них следует из коммутативности другой и свойства {\displaystyle \gamma _{B,A}\circ \gamma _{A,B}={\text{Id}}}.
Название «моноидальная категория с заузливанием» (англ. braided monoidal category) произошло от группы кос (англ. braid group). Действительно, эти понятия глубоко связаны между собой. Для моноидальной категории с заузливанием, так же как и для обычной моноидальной категории, верна теорема о когерентности, утверждающая, что любая диаграмма, на стрелках которой написаны композиции {\displaystyle \gamma ,\alpha ,\lambda ,\rho ,e,\otimes ,{\text{Id}}} и обратных к ним, коммутативна. Более точно, она утверждает, что в моноидальной категории с заузливанием B любые два естественно изоморфных функтора из Bn в B, построенные из применений {\displaystyle \otimes } к аргументам и скобок, естественно изоморфны единственным, каноническим образом. Каждой стрелке, на которой написано преобразование, составленное из указанных выше символов, можно сопоставить элемент группы кос (например, преобразованию {\displaystyle \gamma } сопоставляется «перекрутка» двух нитей, легко видеть, что {\displaystyle \gamma _{B,A}\circ \gamma _{A,B}\neq {\text{Id}}}). Оказывается, что два таких функтора естественно изоморфны, если им соответствует один и тот же элемент группы кос.

## Симметричные моноидальные функторы
Моноидальный функтор F между симметричными моноидальными категориями C и D называется симметричным, если соответствующее ему естественное преобразование {\displaystyle \phi } коммутирует с {\displaystyle \lambda }, то есть для любых A, B категории C коммутирует следующая диаграмма:

## Симметричные моноидальные естественные преобразования
Моноидальное естественное преобразование между моноидальными функторами {\displaystyle (F,\Phi ,\phi )} и {\displaystyle (G,\Gamma ,\gamma )} между моноидальными категориями: {\displaystyle C\to D} — это естественное преобразование {\displaystyle \alpha :C\to D}, такое что коммутируют следующие две диаграммы:
Для симметричных моноидальных естественных преобразований не требуется дополнительных условий, кроме того, что они действуют между симметричными моноидальными функторами.

## Моноидальная эквивалентность
C и D — симметрично моноидально эквивалентные категории, если существуют симметричные моноидальные функторы {\displaystyle F:C\to D}, {\displaystyle G:D\to C} и симметричные моноидальные естественные изоморфизмы {\displaystyle FG\Leftarrow 1_{C}} и {\displaystyle GF\Leftarrow 1_{D}}.
Маклейн доказал теорему о том, что любая симметричная моноидальная категория моноидально (симметрично) эквивалентна строгой моноидальной (и симметричной) категории.
Также как определяется 2-категория малых категорий, можно определить 2-категории малых моноидальных категорий и малых симметричных моноидальных категорий, с соответствующими функторами и естественными преобразованиями.